# Eloy (album)
Eloy is het debuutalbum uit 1971 van de Duitse progressieve rockgroep Eloy. De muziek van de band op dit album neigt nog eerder naar de hardrock uit die tijd. Later met volgende albums zou de groep in een meer progressieve richting ontwikkelen. Opnamen vonden plaats in de Star-Musik-Studios in Hamburg met Conny Plank als geluidstechnicus. Het is het enige muziekalbum waarop de naam Peter M. Freiherr Von Lepel voorkomt. Opvallend aan het album was de platenhoes. Deze kwam in de vorm van een kartonnen vuilnisbak, waarvan de deksel geopend kon worden. Voor de albums van Eloy is de inbreng van de toetsinstrumenten gering te noemen; het is meer gitaargericht. Als vergelijk werd Ritchie Blackmore van Deep Purple genoemd.
In 2012 kwam er een herpersing op elpee van dit cultalbum in een oplage van 1000 stuks; in 2018 volgde er wederom één, nu op groen vinyl, gefabriceerd bij Record Industry in Haarlem.

## Musici
- Frank Bornemann: gitaar, mondharmonica, percussie
- Erich Schriever: leadzang, keyboard
- Manfred Wieczorke: gitaar, bas, zang
- Helmuth Draht: drums
- Wolfgang Stocker: bas

## Muziek
| Nr. | Titel                      | Duur |
| --- | -------------------------- | ---- |
| 1.  | Today                      | 5:56 |
| 2.  | Something Yellow           | 8:15 |
| 3.  | Eloy                       | 6:15 |
| 4.  | Song of a Paranoid Soldier | 4:50 |
| 5.  | Voice of Revolution        | 3:07 |
| 6.  | Isle of Sun                | 6:03 |
| 7.  | Dillus Roady               | 6:32 |